# Куай Чихун
Куа́й Чиху́н (кит. трад. 桂治洪, палл. Гуй Чжихун, англ. Kuei Chih-Hung; 20 декабря 1937, Гуанчжоу, провинция Гуандун, Китайская республика — 1 октября 1999, Лос-Анджелес, Калифорния, США) — тайваньский и гонконгский кинорежиссёр и сценарист. Начинал свою карьеру на Тайване, затем долгое время проработал в Гонконге на киностудии братьев Шао, поучаствовав в создании кинофильмов в различных жанрах.

## Ранние годы
Куай Чихун родился 20 декабря 1937 года в Гуанчжоу (южной китайской провинции Гуандун). Тяга к кинематографу проявилась у него ещё во время учёбы в средней школе Гонконга, где он сам создавал короткометражные фильмы, использовав проектор из обувной коробки и выброшенную киноплёнку. Закончив обучение, он изучал сценическую постановку и кинопроизводство в Тайваньской национальной школе искусств, экспериментируя с 8-мм киноплёнкой. Написав несколько сценариев для тайваньской киноиндустрии, Куай присоединился к кинокомпании братьев Шао в начале 1960-х годов. Первоначально кинематографист исполнял обязанности помощника режиссёра в двух кинолентах студии, снятых на Тайване, «Камень влюблённых» (1964) и «Песня острова Орхидеи» (1965), затем он руководил проектами в Гонконге и проходил стажировку в Японии.

## Карьера на студии братьев Шао
На киностудии Куай приобрёл репутацию одного из самых перспективных ассистентов режиссёра на многочисленных гонконгских кинопроектах. В 1970 году, в возрасте 34 лет, он наконец получил возможность срежиссировать полнометражный фильм под названием «Любовная песня за морем». С планом съёмок в Сингапуре и Малайзии производство ленты было приостановлено после того, как главная звезда фильма Питер Чэнь Хоу заболел. Первоначальный режиссёр, Ши Машань, покинул проект из-за контрактных причин, таким образом позволив Куаю занять освободившееся место. Довольная результатами работы над картиной, студия предоставила Куаю целый ряд режиссёрских проектов, включая музыкальную комедию «Те немногочисленные чувства» (1970) и фильм «Женщина-убийца» (1971), оба с Лили Хо в главной роли.
«Чайная „Чэнцзи“», рассказывающий об иммигранте, владельце ресторана, пытающимся защитить свою семью от банды подростков, бросает резкий взгляд на систему уголовного правосудия в Гонконге и считается одной из знаковых работ режиссёра. Фильм также является ярким примером склонности Куая к отказу от студийных декораций и использованию реальных городских локаций, наглядно изображающих суровые условия жизни иммигрантов из низших слоёв общества. В 1975 году последовало продолжение, «Старший брат Чэн», в котором звезда фильмов с боевыми искусствами Чэнь Гуаньтай повторил свою главную роль. Куай преодолел распространённую тему мести многих сиквелов боевиков, превратив «Старшего брата Чэна» в убедительное и бескомпромиссное исследование криминала, подростковой преступности и социальной несправедливости.
Хотя вклад Куай Чихуна в кинематограф Гонконга часто игнорируется в последние десятилетия, один фильм, в частности, гарантировал он будет пользоваться преданной культовой аудиторией на долгие годы вперед. Достигший новых крайностей в изображении секса и насилия, фильм ужасов «Змеи-убийцы» расценивается  как одна из самых громких и спорных кинокартин. В центре сюжета — особые способности молодого человека к ядовитым змеям, которые позволяют ему мстить всем тем, кто когда-либо обидел его. Несколько сцен садомазохистского секса и смертоносные нападения змей принесли «Змеям-убийцам» признание как классику полуночного кино и в некоторой степени укрепили репутацию Куая как режиссёра-индивидуалиста. Фильм также примечателен безумно преданной игрой актёра Кам Куоклёна и использованием сотен живых ядовитых змей.
В 1980 годах Куай Чихун вновь переосмыслил себя вновь, на этот раз в жанре популярного сверхъестественного фэнтези, в картинах «Колдовство» и двух сиквелах, «Колдовство против ведьмовства» и «Колдовство за колдовством». В последней присутствует фирменная социальная сатира, поднимающая такие злободневные темы, как развитие рынка недвижимости и надвигающееся воссоединение Гонконга с Китаем. Действительно, в первоначальной версии фильма 1982 года содержалась сцена, в которой у персонажа на спине написано «1997», год, когда материковый Китай возобновит контроль над Гонконгом. Сцена, которую сочли слишком политически чувствительной, была отредактирована, и цифры заменили на «SB» (от Shaw Brothers). Тем не менее, режиссёр изобретательно нашёл способ вставить визуальную шутку за счёт студии.
Воссоединившись со звездой «Чайной „Чэнцзи“» и «Старшего брата Чэна» Чэнь Гуаньтаем, Куай снял драматический боевик с боевыми искусствами «Молния кунг-фу», действие которого разворачивается в древнем Пекине (редкая историческая драма для режиссёра). Чэнь сыграл главного дворцового констебля с задачей расследовать ограбление в императорском дворце, который постепенно понимает, что коррупция и предательство, которые ему поручено победить, лежат на самых высоких уровнях власти. Фильм хвалили за мрачный, жестокий тон, яркую натурную операторскую работу и неподдельный пафос.
Режиссёрские работы Куая в период 1980-х годов также включали такие киноленты, как «Некрофилия», «Околдованный» и «Предзнаменование боксёра». С появлением режиссёров гонконгской новой волны зародился свежий кинематографический стиль, хотя Куай не смог поучаствовать в этом движении. В 1984 году он срежиссировал свой последний фильм, комедию «Случайный выстрел», после чего перебрался в США, где он открыл пиццерию. Кинематографист умер от рака печени в 1999 году в возрасте 61 года.

## Фильмография
| Год  | Китайское название (транскрипция)                                                    | Английское название                        | Русское название                                                       | Роль в проекте |
| ---- | ------------------------------------------------------------------------------------ | ------------------------------------------ | ---------------------------------------------------------------------- | --- |
| 1954 | 武松打虎 (У Сун да ху)                                                               | -                                          | У Сун убивает тигра                                                    | Режиссёр |
| 1962 | 天公疼好人 (Тянь гун тэн хао жэнь)                                                   | The God Loves Good Persons                 | Господь любит хороших людей                                            | Режиссёр |
| 1963 | 怪紳士 (Гуай шэнь ши)                                                                | The Weird Gentleman                        | Странный джентльмен                                                    | Режиссёр, сценарист                                                                                                |
| 1964 | 情人石 (Цин жэнь ши)                                                                 | Lovers' Rock                               | Камень влюблённых                                                      | Ассистент режиссёра                                                                                                |
| 1965 | 蘭嶼之歌 (Лань юй чжи гэ)                                                            | Song of Orchid Island                      | Песня острова Орхидеи                                                  | Ассистент режиссёра                                                                                                |
| 1966 | 西遊記 (Си ю цзи)                                                                    | The Monkey Goes West                       | Путешествие на Запад                                                   | Ассистент режиссёра                                                                                                |
| 1966 | 鐵扇公主 (Те Шань гун чжу)                                                           | Princess Iron Fan                          | Принцесса Железный Веер                                                | Ассистент режиссёра                                                                                                |
| 1967 | 香江花月夜 (Сян Цзян хуа юэ е)                                                       | Hong Kong Nocturne                         | Лунная ночь среди цветов в Гонконге                                    | Ассистент режиссёра                                                                                                |
| 1967 | 諜網嬌娃 (Де ван цзяо ва)                                                            | Operation Lipstick                         | Прелестная девушка из шпионской сети                                   | Ассистент режиссёра                                                                                                |
| 1967 | 特警009 (Тэ цзин лин лин цзю)                                                        | Interpol                                   | Специальный агент 009                                                  | Ассистент режиссёра                                                                                                |
| 1967 | 飛天女郎 (Фэй тянь нюй лан)                                                          | Trapeze Girl                               | Взлетающая до неба девушка                                             | Ассистент режиссёра                                                                                                |
| 1967 | 青春鼓王 (Цин чунь гу ван)                                                           | King Drummer                               | Король барабанщиков                                                    | Ассистент режиссёра                                                                                                |
| 1968 | 花月良宵 (Хуа юэ лян сяо)                                                            | Hong Kong Rhapsody                         | Цветы и луна прекрасной ночи                                           | Ассистент режиссёра                                                                                                |
| 1968 | 宋盼入港 (Сун Пань жу ган) / 勿為女人迷 (У вэй нюй жэнь ми)                          | Don't Fall for Women                       |                                                                        | Режиссёр |
| 1968 | 狂戀詩 (Куан лянь ши)                                                                | Summer Heat                                | Безумная поэзия любви                                                  | Ассистент режиссёра                                                                                                |
| 1969 | 椰林春戀 (Е линь чунь лянь)                                                          | Tropicana Interlude                        | Весенняя любовь в пальмовом лесу                                       | Ассистент режиссёра                                                                                                |
| 1969 | 裸屍痕 (Ло ши хэнь)                                                                  | Dear Murderer                              | Рана на голом трупе                                                    | Ассистент режиссёра, актёр (в роли секретаря Хэ)                                                                   |
| 1969 | 獵人 (Ле жэнь)                                                                       | Diary of a Lady-Killer                     | Охотник                                                                | Ассистент режиссёра                                                                                                |
| 1969 | 女校春色 (Нюй сяо чунь сэ)                                                           | Whose Baby Is in the Classroom?            | Весенний колорит школы для девочек                                     | Ассистент режиссёра                                                                                                |
| 1970 | 遺產五億圓 (И чань у и юань)                                                         | The 5 Billion Dollar Legacy                | Наследство в пятьсот миллионов долларов                                | Ассистент режиссёра                                                                                                |
| 1970 | 新不了情 (Синь бу ляо цин)                                                           | Love Without End                           | Новая непроходящая любовь                                              | Ассистент режиссёра                                                                                                |
| 1970 | 海外情歌 (Хай вай цин гэ)                                                            | Love Song Over the Sea                     | Любовная песня за морем                                                | Режиссёр, сценарист                                                                                                |
| 1970 | 胡姬花 (Ху цзи хуа)                                                                  | The Orchid                                 | Орхидея                                                                | Ассистент режиссёра                                                                                                |
| 1970 | 那個不多情 (На гэ бу до цин)                                                         | A Time for Love                            | Те немногочисленные чувства                                            | Режиссёр, сценарист                                                                                                |
| 1971 | 女殺手 (Нюй ша шоу)                                                                  | The Lady Professional                      | Женщина-убийца                                                         | Режиссёр |
| 1972 | 葫蘆神仙 (Ху лу шэнь сянь)                                                           | The Gourd Fairy                            | Тыквенная фея                                                          | Режиссёр, сценарист                                                                                                |
| 1972 | 香港過客 (Сян Ган го кэ)                                                             | Stranger in Hong Kong                      | Незнакомец в Гонконге                                                  | Режиссёр, сценарист                                                                                                |
| 1972 | 少奶奶的絲襪 (Шао най най дэ сы ва)                                                  | Intrigue in Nylons                         | Шёлковые чулки молодой госпожи                                         | Режиссёр |
| 1973 | 牛鬼蛇神 (Ню гуй шэ шэнь)                                                            | Tales of Larceny                           | Бычий демон и змеиный дух                                              | Актёр (в роли мастера Куэя, солдата на фестивале)                                                                  |
| 1973 | 憤怒青年 (Фэнь ну цин нянь)                                                          | The Delinquent                             | Юный преступник                                                        | Режиссёр |
| 1973 | 血証 (Сюэ чжэн)                                                                      | Payment in Blood                           | Кровавая улика                                                         | Режиссёр |
| 1973 | 四王一后 (Сы ван и хоу)                                                              | Supermen Against the Orient                | Супермен против востока                                                | Ассистент режиссёра                                                                                                |
| 1973 | 女集中營 (Нюй цзи чжун ин)                                                           | The Bamboo House of Dolls                  | Бамбуковый дом кукол                                                   | Режиссёр |
| 1974 | 蛇殺手 (Шэ ша шоу)                                                                   | The Killer Snakes                          | Змеи-убийцы                                                            | Режиссёр |
| 1974 | 洋妓 (Ян цзи)                                                                        | Virgins of the 7 Seas                      | Иностранные проститутки                                                | Режиссёр |
| 1974 | 成記茶樓 (Чэн Цзи ча лоу)                                                            | The Teahouse                               | Чайная «Чэнцзи»                                                        | Режиссёр |
| 1974 | 鬼眼 (Гуй янь)                                                                       | Ghost Eyes                                 | Глаза призрака                                                         | Режиссёр |
| 1974 | 捉鼠記 (Чжо шу цзи)                                                                  | The Rat Catcher                            | Записки крысолова                                                      | Режиссёр |
| 1975 | 大哥成 (Тай ко Син)                                                                  | Big Brother Cheng                          | Старший брат Чэн                                                       | Режиссёр |
| 1975 | 鬼話連篇 (Гуй хуа лянь пянь)                                                         | Fearful Interlude                          | Беспросветная ложь                                                     | Режиссёр |
| 1976 | 索命 (Со мин)                                                                        | Spirit of the Raped                        | Требуя жизни                                                           | Режиссёр |
| 1976 | 香港奇案之二"兇殺" (Хён Кон кэй онь чи и Хун сай)                                    | The Criminals 2 - Homicides                | Преступления в Гонконге 2: Злодейское убийство                         | Режиссёр |
| 1976 | 無法無天飛車黨 (У фа у тянь фэй чэ дан)                                              | Killers on Wheels                          | Байкеры-беспредельщики                                                 | Режиссёр |
| 1976 | 老夫子 (Лоу фу чи)                                                                   | Mr. Funny Bone                             | Старик Чи                                                              | Режиссёр |
| 1977 | 香港奇案之三"老爺車縱火謀殺案" (Хён Кон кэй онь чи сам Лоу е чхе чун фо мау сай онь) | The Criminals 3 - Arson                    | Преступления в Гонконге 3: Дело об убийстве и поджоге ретро-автомобиля | Режиссёр |
| 1977 | 香港奇案之四"廟街皇后" (Хён Кон кэй онь чи си Миу Кай вон хау)                       | The Criminals 4 - Assault                  | Преступления в Гонконге 4: Императрица Темпл-стрит                     | Режиссёр |
| 1977 | 香港奇案之五"姦魔" (Хён Кон кэй онь чи ын Кань мо)                                   | The Criminals 5 - The Teenager's Nightmare | Преступления в Гонконге 5: Демон-насильник                             | Режиссёр |
| 1978 | 扮豬食老虎 (Пань чю и лоу фу)                                                        | Crazy Imposters                            | Притворившись свиньёй, съесть тигра                                    | Режиссёр |
| 1979 | 奇門怪招爛頭蟀 (Кэй мунь куай чиу лань тхау сёт)                                     | The Reckless Cricket                       |                                                                        | Режиссёр |
| 1979 | 闖禍 (Чуан хо)                                                                       | The Gold Connection                        | Удар дракона                                                           | Режиссёр |
| 1980 | 萬人斬 (Вань жэнь чжань)                                                             | Killer Constable                           | Молния кунг-фу                                                         | Режиссёр |
| 1980 | 惡爺 (Нгок е)                                                                        | Coward Bastard                             | Трусливый ублюдок                                                      | Режиссёр |
| 1980 | 邪 (Чхе)                                                                             | Hex                                        | Колдовство                                                             | Режиссёр, сценарист                                                                                                |
| 1980 | 邪鬥邪 (Чхе тау чхе)                                                                 | Hex vs. Witchcraft                         | Колдовство против ведьмовства                                          | Режиссёр |
| 1981 | 屍妖 (Си иу)                                                                         | Corpse Mania                               | Некрофилия                                                             | Режиссёр, сценарист                                                                                                |
| 1981 | 蠱 (Ку)                                                                              | Bewitched                                  | Околдованный                                                           | Режиссёр, сбор информации                                                                                          |
| 1982 | 邪完再邪 (Чхе юнь чой чхе)                                                           | Hex After Hex                              | Колдовство за колдовством                                              | Режиссёр |
| 1982 | 邪咒 (Чхе чау)                                                                       | Curse of Evil                              | Проклятье зла                                                          | Режиссёр |
| 1982 | 搏盡 (Пок чёнь)                                                                      | Godfather of Canton                        | Крёстный отец Кантона                                                  | Режиссёр |
| 1983 | 魔 (Мо)                                                                              | The Boxer's Omen                           | Предзнаменование боксёра                                               | Режиссёр, автор сюжета, сбор информации, консультант по освещению и операторской работе, планирование спецэффектов |
| 1984 | 走火炮 (Чау фо пау)                                                                  | Misfire                                    | Случайный выстрел                                                      | Режиссёр |